# Scène (théâtre)
Pour les articles homonymes, voir Scène.
Pour les articles ayant des titres homophones, voir Cène et Seine.

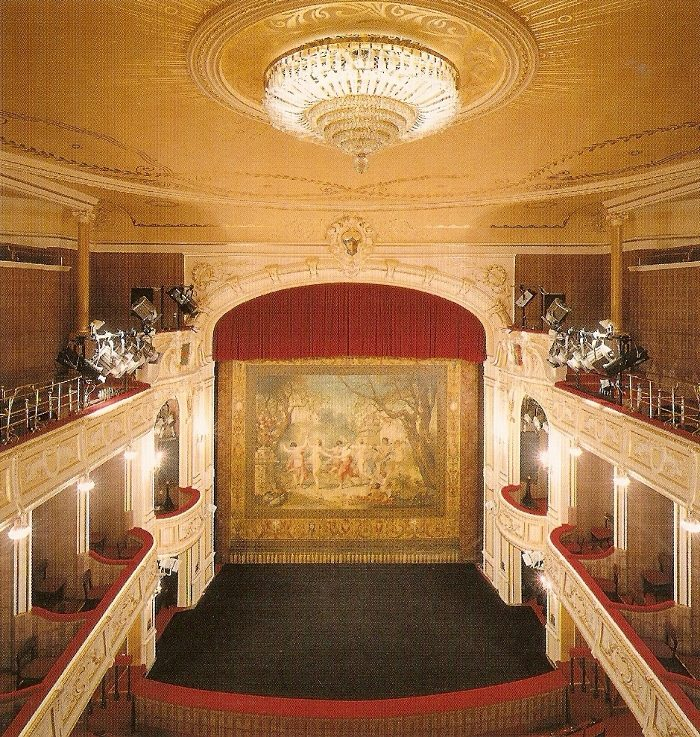
La scène du théâtre polonais de Bielsko-Biała.

La scène (du grec σκήνη / skḗnē : tente, lieux couverts, qui désignait à l'origine le bâtiment situé derrière l'endroit où jouaient les acteurs, qui servait de coulisses) désigne, au théâtre, l’aire de jeu (avant-scène comprise) et les coulisses, par rapport à la salle où sont les spectateurs, où jouent les acteurs. On l’appelle également, dans le jargon du théâtre, le « plateau ».

## Histoire

### La skènè
Le mot dérive du grec ancien σκήνη. La scène est percée de trois portes : par la porte centrale entrait le personnage principal ; par la porte de droite entraient des personnages qui viennent de l'agora, et par la porte de gauche, de la campagne.
Dans le théâtre de la Grèce antique, la skènè était la structure rectangulaire à l'arrière d'une scène de théâtre. Ce fut d'abord une structure très légère faite de bois ou tout simplement une toile accrochée à une corde permettant de conserver à l'abri des regards costumes et accessoires. Elle devint, aux temps romains, un grand bâtiment de pierre à plusieurs niveaux.
Les acteurs sortaient de la skènè et, ultérieurement, pouvaient utiliser ses niveaux ou balcons pour parler librement.
Les dramaturges utilisaient la skènè pour stocker des praticables qu'ils sortaient au moment voulu dans la mise en scène vers l'orchestra à l'aide de roulettes ou par pivotement sur des axes, l'intérieur de la skènè étant alors caché par des panneaux verticaux peints servant d'arrière-plan, les « périaktoï ».
Le mot « skènè » signifie « tente, cabane », ce qui indique que la structure originale à ces fins était une tente ou un petit bâtiment de bois, d'installation temporaire. On plaça la skènè derrière l'orchestra, où les artistes et acteurs évoluaient, jouant et dansant ; cette introduction de la skènè bouleversa donc l'ordonnancement original du public autour des acteurs.
De plus, la skènè permit à l'action de se porter à l'intérieur : il incombait alors à l'auditoire de deviner ce qui s'y passait sur la base des bruits venant de l'intérieur. Aussi les pièces classiques purent-elles se dispenser de montrer directement la mort des personnages, qui faisaient habituellement retraite, pour mourir, dans la skènè.

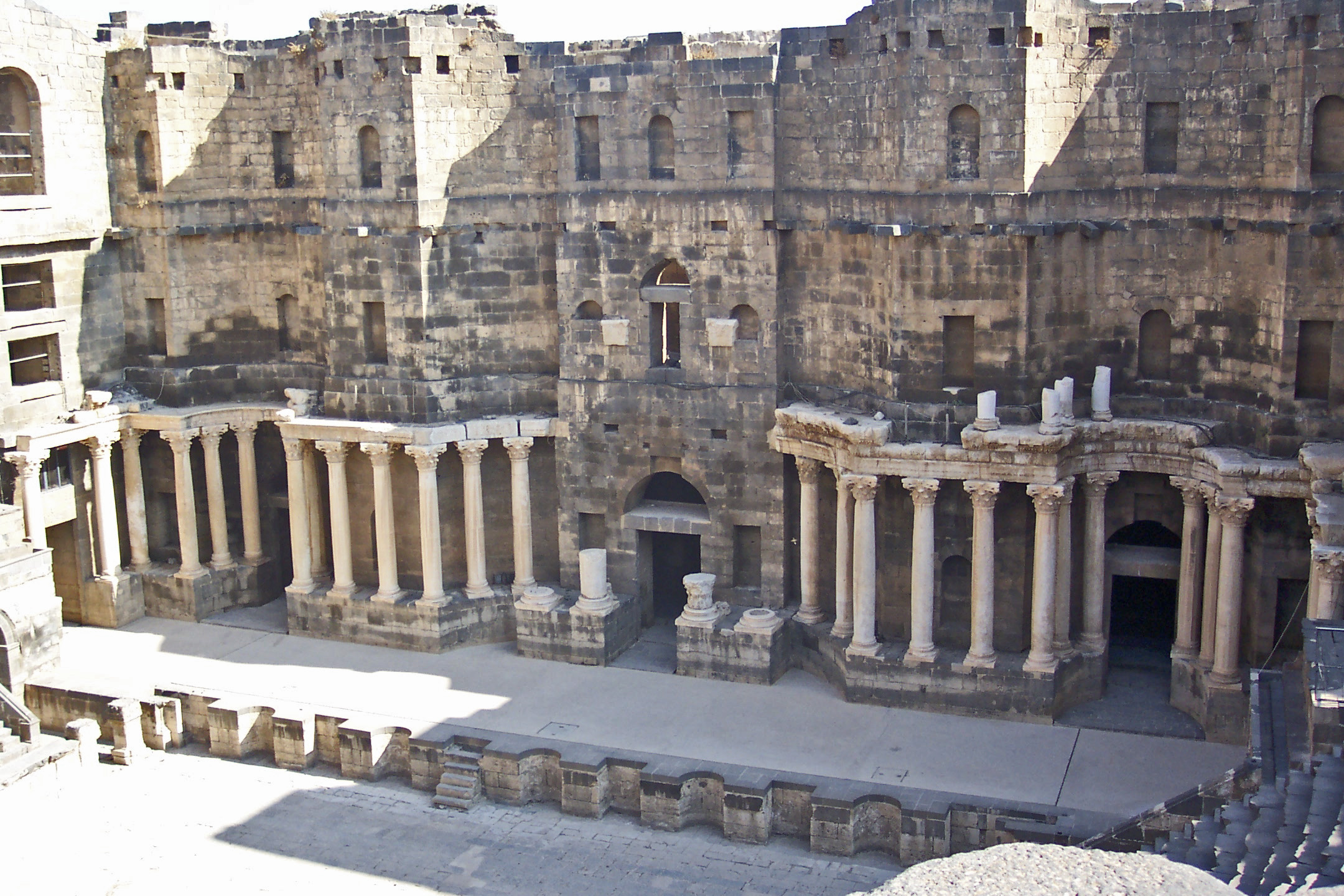
Scaenae frons du théâtre romain de Bosra (Syrie).

Au fil du temps, la skènè subit des changements importants.
Tout d'abord, elle devint un bâtiment permanent, dont le toit en terrasse pouvait être utilisé comme estrade pour des discours de personnages. Un escalier ou une échelle y donnait accès. Des portes facilitait la communication avec l'orchestra. Le chœur grec, dont l'importance au fil du temps ne cessa de diminuer, resta dans l'orchestra à danser et chanter, tandis que les acteurs évoluèrent généralement sur la skènè.
Apparut ensuite le proskénion, soit littéralement « l'espace en face de la skènè » qui devint, après la période classique, la plate-forme de scène, élevée au-dessus du niveau de l'orchestra d'origine.
Ensuite, la skènè présenta des façades permanentes, parfois richement décorées, munies de portes appelées « thyromata ». Dans les théâtres romains, le « scaenae frons » (« façade de la skènè » en latin) désigne les écrans de pierre richement décorés, de deux ou trois étages de haut. Les interprètes pouvaient ainsi parler à plusieurs niveaux.
L'époque hellénistique vit le proskénion s'élever, passant d'une moyenne de 2,43 m à 3,96 m au-dessus de l'orchestra, et s'approfondir, passant de 1,92 m à 3,96 m de profondeur, terminée par la skènè.
De chaque côté de la skènè, il y avait un paraskénion fermé servant à la préparation des acteurs, tout comme le logéïon, situé derrière la façade, et servant, hors de la vue du public, de vestiaire et de lieu de dépôt pour les accessoires.
Du point de vue dramaturgique, ce mot signifie, en outre, les divisions d’un acte, déterminées à partir de 1652 environ par l’entrée ou la sortie d’un ou plusieurs personnages. La scène se subdivise parfois en tableaux.
Lorsqu’un auteur sait distribuer la composition dramatique de manière à tirer de ses divisions mêmes le plus grand effet et à ranimer l’intérêt par chaque changement de scène présenté aux spectateurs, on dit qu’il a « l’entente de la scène ».
Une scène « à l'italienne » est conçue selon les principes de la Renaissance italienne. Le cadre de scène est perçu comme un tableau, composé en fonction de « l’œil du prince », c’est-à-dire de façon à être vu de face, à une unique place dans la salle. Cette place permet la coïncidence exacte de cet « œil » avec le centre exact des décors. Plusieurs niveaux pour les spectateurs (orchestre, corbeille, balcon, galerie...) et un dôme central pour une meilleure réverbération du son où se trouvait un lustre généralement disparu et un plancher de scène en pente (le plus bas au cadre de scène et le plus haut au fond de scène) sont les caractéristiques de la scène à « l’italienne ».

## La scène en anthropologie
La notion de scène va bien au-delà des questions relatives au spectacle et des chercheuses et chercheurs tentent d’ouvrir ses horizons, notamment en la prenant comme un outil d’analyse.

### Historique
William Shakespeare (1623) est reconnu pour sa phrase « All the world’s a stage, And all the men and women merely players » (« Le monde entier est une scène, hommes et femmes, tous, n’y sont que des acteurs»), phrase à saveur anthropologique. Il voyait de nombreux points communs entre le jeu de scène et le fait social, qui sont le lieu d'expression des sentiments humains en société.
Toutefois, « c’est le sociologue et linguiste Erving Goffman qui fut l’un des premiers à méthodiquement envisager la vie sociale par le prisme de la scène ». Dans l’ère moderne, cette idée en a amené d’autres, de plus en plus précises et diversifiées, au point où l’on parle maintenant de recherche création (comme Gosselin et Le Coquiec) ou d’art relationnel (voir Bourriaud ou Manning).

### Implications
Analyser de manière scientifique la vie humaine comme une performance scénique amène à voir quelques éléments. D'abord, on peut envisager les acteurs sociaux comme des individus qui « composent des rôles en fonction de  l’effet qu’ils espèrent obtenir au cours de ces situations toujours dynamiques, incertaines et travaillées par des enjeux complexes ». De plus, l'analyse porte sur une dimension historique de l'action et des interactions au sein d'une situation sociale donnée. Cet ancrage temporel s'éloigne donc des méta-analyses socioculturelles au regard plus abstrait. Ensuite, au cours d'une recherche en sciences sociales, le chercheur ou la chercheuse peut se considérer comme un ou une « ethnodramaturge ». La situation analysée tire alors plus vers le dialogue que seulement de l'observation. Toutefois, cette conception de la vie sociale comme une scène pose une certaine limite. Si le concept de scène permet d'analyser les comportements humains selon leur dimension spectaculaire, il faut se demander dans quelle mesure le social se laisse réduire à cette dimension. Bref, qu’y a-t-il en arrière-scène ?